# Herman Sieradzki
Herman Sieradzki, także jako Herman Sieracki, Herman Sierocki, Herman Serotsky (ur. 1880 w Ozorkowie) – polski aktor żydowskiego pochodzenia, grał głównie w przedwojennych żydowskich filmach i sztukach teatralnych w języku jidysz.
Był dyrektorem łódzkiego Teatru Scala, który w 1912 założył wraz z Juliuszem Adlerem. W 1920 wyemigrował do Stanów Zjednoczonych.

## Filmografia
- 1911: Okrutny ojciec, w roli Zachara[2]
- 1932: Joseph in the Land of Egypt, film amerykański w reżyserii George'a Rolanda[4][5]